# 柠檬烯-1,2-环氧化物
柠檬烯-1,2-环氧化物是一种环氧化物，化学式为C10H16O，它存在于一些柑橘属的植物中。

## 合成及反应
柠檬烯-1,2-环氧化物可由柠檬烯和过氧化氢反应制得。它可以被铝汞齐还原为柠檬烯。它可以在柠檬烯-1,2-环氧化物水解酶催化下水解：